# Socha svatého Jana Nepomuckého (Karlovy Vary, 1728)
Barokní socha svatého Jana Nepomuckého v  Karlových Varech stojí u Školní lávky na levém nábřeží řeky Teplé. Autorsky je neurčena, postavena byla v první polovině, jiný zdroj uvádí v první třetině 18. století, další zdroj uvádí rok 1728.

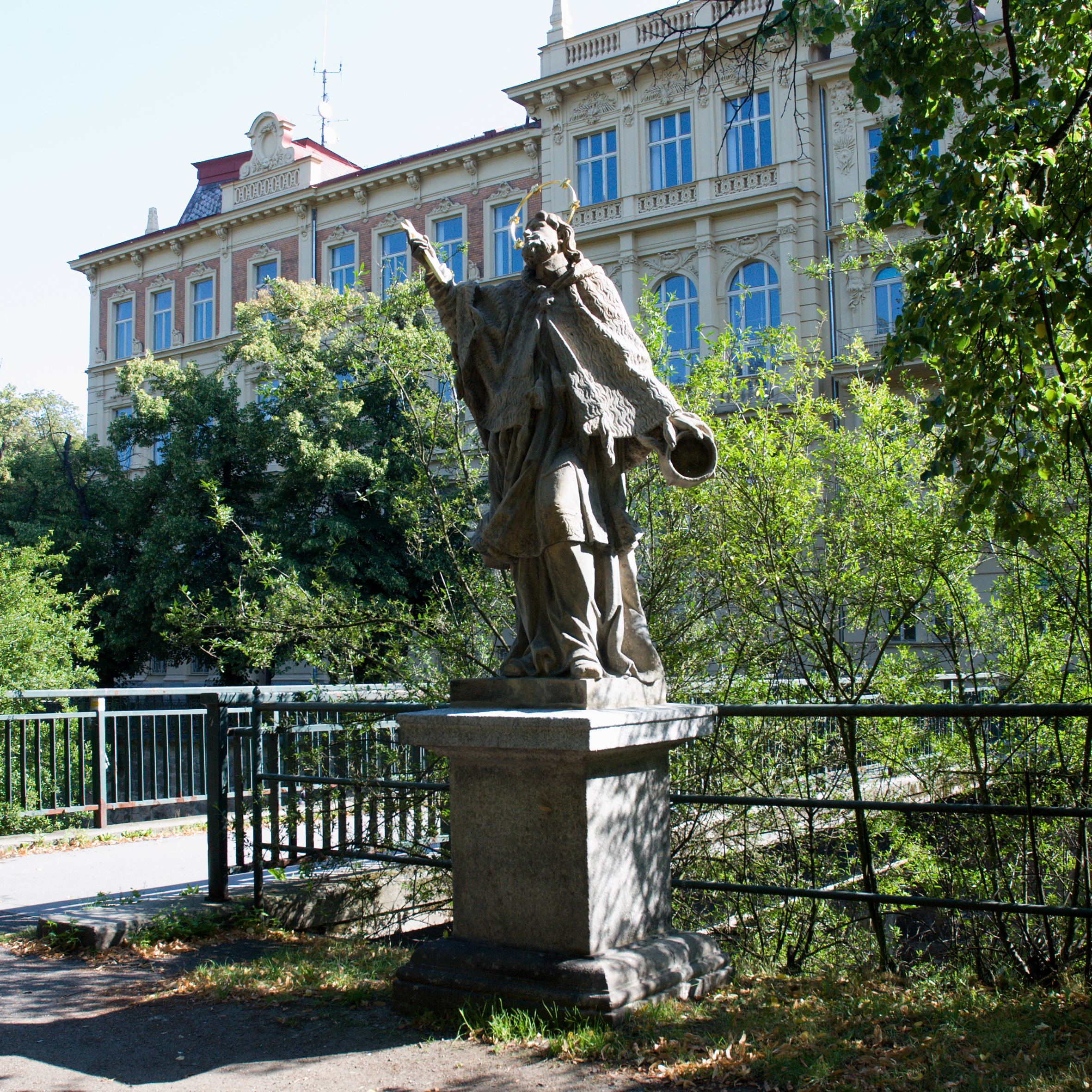
Socha sv. Jana Nepomuckého po návratu z restaurátorské dílny (2019)

Byla prohlášena kulturní památkou, památkově chráněna je od 3. května 1958, event. 5. února 1964, rejstř. č. ÚSKP 45366/4-874.

## Historie
Sochu darovala hraběnka Marie Markéta Valdštejnová, rozená Černínová, lázeňskému městu Karlovy Vary. Původně byla umístěna v centru u Vřídelní kolonády uprostřed Jánského mostu přes řeku Teplou. V roce 1844 byla kvůli přestavbě mostu přenesena do severní části města do blízkosti Františkova mostu pod Jánskou skálou (do míst dnešní budovy hlavní pošty). Roku 1902 z důvodu výstavby nové pošty byla opět přemístěna a osazena na mladším podstavci na současném místě.
V roce 2019 byla socha restaurována. Náklady byly odhadnuty na 123 tisíc korun, 50 tisíci přispěl Karlovarský kraj.

## Popis
Barokní pískovcová socha světce v životní velikosti, výška 1,9 m, stojí na jednoduchém hranolovém podstavci bez nápisu či reliéfu. Autorsky je neurčená. Komponovaná je čelně k divákovi a představuje sv. Jana Nepomuckého prostovlasého s klasickými atributy kněze oděného do kanovnického roucha kleriky, rochety a almuce. Světec má zdviženou pravou ruku a obličej odvrácený směrem k nebi. Na železném rámu kolem hlavy je umístěno pět hvězd. V levé ruce drží sejmutý biret.
Socha bývala původně polychromována. Umístěna je na vrcholu mladšího jednoduchého hranolového podstavce bez nápisů o výšce 1,05 m, s horní profilovanou krycí deskou a profilovanou patkou. Spodní část podstavce je tvořena nízkým hranolovým soklem. Nachází se na levé straně řeky Teplé na nábřeží Osvobození u Školní lávky.